# DDR-Fußball-Oberliga 1972/73
Die DDR-Oberliga 1972/73 war die 24. Auflage der höchsten Spielklasse der DDR. Meister wurde zum dritten Mal die SG Dynamo Dresden. Die Saison begann am 16. September 1972 und endete am 23. Juni 1973.

## Saisonverlauf
Die drei dominierenden Mannschaften im DDR-Fußball der 1970er Jahre Dynamo Dresden, Carl Zeiss Jena und 1. FC Magdeburg machten dieses Mal die ersten drei Plätze unter sich aus. Dresden übernahm dabei eine dominierende Rolle und belegte ab dem vierten Spieltag durchgehend die Tabellenspitze. Am Ende erreichte Dynamo 42 Pluspunkte – also im Schnitt 1,62 Punkte pro Spiel, was zu dem Zeitpunkt einen neuen Oberligarekord bedeutete. Auch die 61 geschossenen Tore (also 2,35 pro Spiel) der Dresdner waren der beste Toreschnitt seit 1960 (damals schaffte Vorwärts Berlin 73 Tore in 26 Spielen). Aufgrund dieser Leistungen wurde Dynamo als zweiter Oberligist überhaupt (nach Rostock 1961) zur Sportmannschaft des Jahres gewählt.
Trotz dieser Dominanz sicherte Dresden sich erst am vorletzten Spieltag die Meisterschaft. Grund dafür war die ebenfalls starken Jenenser, die ab dem siebten Spieltag dicht hinter Dresden auf Platz zwei lagen. Entsprechend groß war der Abstand auf den Dritten Magdeburg, der während der Saison bereits den Pokal gewonnen hatte, sodass der zweite Startplatz im UEFA-Cup an den Tabellenvierten ging. Diesen konnte sich der 1. FC Lokomotive Leipzig sichern, der am letzten Spieltag noch den FC Karl-Marx-Stadt überholte.
Der Kampf gegen den Abstieg wurde am Ende zwischen Rot-Weiß Erfurt, Union Berlin und dem HFC Chemie entschieden. Halle lag lange Zeit auf einem Nichtabstiegsplatz und rutschte erst kurz vor Schluss ab. Am letzten Spieltag hatten die „Chemiker“ die schlechteste Ausgangslage und stiegen nach einem 4:5 gegen Magdeburg ab. Ebenfalls in die Liga hinunter musste der 1. FC Union, der vor dem Spieltag noch Zwölfter vor Erfurt war, durch eine Niederlage in Jena und einem gleichzeitigen Auswärtserfolg Erfurts in Frankfurt noch überholt wurde.

## Abschlusstabelle
| Pl. | Verein                   | Sp. | S  | U  | N  | Tore    | Diff. | Punkte |
| --- | ------------------------ | --- | -- | -- | -- | ------- | ----- | ------ |
| 1.  | SG Dynamo Dresden        | 26  | 18 | 6  | 2  | 061:300 | +31   | 42:10  |
| 2.  | FC Carl Zeiss Jena (P)   | 26  | 15 | 9  | 2  | 046:210 | +25   | 39:13  |
| 3.  | 1. FC Magdeburg (M)      | 26  | 14 | 6  | 6  | 050:280 | +22   | 34:18  |
| 4.  | 1. FC Lokomotive Leipzig | 26  | 12 | 6  | 8  | 057:410 | +16   | 30:22  |
| 5.  | FC Karl-Marx-Stadt       | 26  | 11 | 8  | 7  | 033:320 | +1    | 30:22  |
| 6.  | Berliner FC Dynamo       | 26  | 9  | 8  | 9  | 041:420 | −1    | 26:26  |
| 7.  | FC Vorwärts Frankfurt    | 26  | 10 | 5  | 11 | 054:460 | +8    | 25:27  |
| 8.  | BSG Sachsenring Zwickau  | 26  | 8  | 8  | 10 | 037:430 | −6    | 24:28  |
| 9.  | BSG Chemie Leipzig (N)   | 26  | 5  | 11 | 10 | 021:260 | −5    | 21:31  |
| 10. | FC Hansa Rostock         | 26  | 6  | 8  | 12 | 036:440 | −8    | 20:32  |
| 11. | BSG Wismut Aue           | 26  | 7  | 6  | 13 | 027:460 | −19   | 20:32  |
| 12. | FC Rot-Weiß Erfurt (N)   | 26  | 8  | 3  | 15 | 037:560 | −19   | 19:33  |
| 13. | 1. FC Union Berlin       | 26  | 7  | 4  | 15 | 022:450 | −23   | 18:34  |
| 14. | Hallescher FC Chemie     | 26  | 4  | 8  | 14 | 035:570 | −22   | 16:36  |

| (M) | Meister der letzten Saison     |
| (P) | Pokalsieger der letzten Saison |
| (N) | Aufsteiger der letzten Saison  |

| Aufsteiger aus der DDR-Liga 1972/73: BSG Stahl Riesa, BSG Energie Cottbus |

## Kreuztabelle
Die Kreuztabelle stellt die Ergebnisse aller Spiele dieser Saison dar. Die Heimmannschaft ist in der linken Spalte aufgelistet und die Gastmannschaft in der obersten Reihe.
| 1972/73 | 1972/73                  | SG Dynamo Dresden | FC Carl Zeiss Jena | 1. FC Magdeburg |     | FC Karl-Marx-Stadt | Berliner FC Dynamo | FC Vorwärts Frankfurt | BSG Sachsenring Zwickau | BSG Chemie Leipzig | F.C. Hansa Rostock | BSG Wismut Aue | FC Rot-Weiß Erfurt | 1. FC Union Berlin | Hallescher FC Chemie |
| 1.      | SG Dynamo Dresden        |                   | 3:2                | 1:0             | 2:1 | 2:1                | 1:1                | 3:0                   | 4:2                     | 3:0                | 4:0                | 4:0            | 7:2                | 3:2                | 1:0                  |
| 2.      | FC Carl Zeiss Jena       | 2:0               |                    | 1:0             | 2:1 | 3:0                | 3:1                | 3:1                   | 3:1                     | 1:1                | 3:0                | 1:0            | 3:1                | 3:0                | 0:0                  |
| 3.      | 1. FC Magdeburg          | 1:2               | 1:1                |                 | 3:0 | 4:1                | 2:0                | 1:1                   | 4:0                     | 1:0                | 3:2                | 3:0            | 2:0                | 1:0                | 5:4                  |
| 4.      | 1. FC Lokomotive Leipzig | 1:1               | 2:0                | 0:4             |     | 2:2                | 1:1                | 4:2                   | 5:1                     | 1:0                | 3:1                | 1:2            | 7:1                | 3:0                | 8:0                  |
| 5.      | FC Karl-Marx-Stadt       | 1:1               | 1:1                | 3:2             | 3:1 |                    | 3:1                | 1:0                   | 0:0                     | 1:0                | 1:1                | 4:0            | 3:0                | 1:0                | 2:1                  |
| 6.      | Berliner FC Dynamo       | 2:4               | 1:1                | 1:1             | 2:2 | 5:2                |                    | 2:1                   | 1:1                     | 2:0                | 4:0                | 3:1            | 3:2                | 1:2                | 2:0                  |
| 7.      | FC Vorwärts Frankfurt    | 2:3               | 1:1                | 1:3             | 6:1 | 1:1                | 4:1                |                       | 1:2                     | 2:1                | 2:2                | 2:0            | 1:2                | 4:0                | 5:1                  |
| 8.      | BSG Sachsenring Zwickau  | 1:1               | 0:2                | 1:1             | 2:4 | 0:0                | 2:0                | 0:1                   |                         | 3:0                | 2:1                | 2:0            | 2:1                | 2:2                | 4:1                  |
| 9.      | BSG Chemie Leipzig       | 0:0               | 0:0                | 1:2             | 2:0 | 0:0                | 0:0                | 3:0                   | 4:1                     |                    | 1:1                | 1:1            | 2:1                | 1:0                | 1:1                  |
| 10.     | FC Hansa Rostock         | 1:2               | 2:2                | 2:2             | 0:1 | 3:0                | 5:1                | 2:2                   | 3:2                     | 1:0                |                    | 0:0            | 3:0                | 4:1                | 1:2                  |
| 11.     | BSG Wismut Aue           | 2:4               | 1:2                | 2:1             | 2:2 | 0:1                | 1:0                | 1:2                   | 1:1                     | 1:1                | 2:0                |                | 2:0                | 2:1                | 3:2                  |
| 12.     | FC Rot-Weiß Erfurt       | 4:2               | 2:2                | 3:0             | 1:3 | 3:0                | 1:2                | 5:3                   | 0:3                     | 1:0                | 2:0                | 1:1            |                    | 1:1                | 2:1                  |
| 13.     | 1. FC Union Berlin       | 0:1               | 0:2                | 0:2             | 1:1 | 1:0                | 0:2                | 0:3                   | 1:0                     | 1:1                | 2:1                | 3:0            | 2:1                |                    | 2:0                  |
| 14.     | Hallescher FC Chemie     | 2:2               | 1:2                | 1:1             | 0:2 | 0:1                | 2:2                | 3:6                   | 2:2                     | 1:1                | 0:0                | 4:2            | 1:0                | 5:0                |                      |

## Statistik

### Meistermannschaft
| SG Dynamo Dresden |
| --- |
| Claus Boden (25 Spiele / - Tore) Hans-Jürgen Dörner (15/1) Frank Ganzera (24/1), Klaus Sammer (23/2), Siegmar Wätzlich (20/1) Reinhard Häfner (20/5), Horst Rau (26/4), Hans-Jürgen Kreische (25/26) Dieter Riedel (22/4), Frank Richter (19/6), Gert Heidler (22/4) Trainer: Walter Fritzsch |
| außerdem: Manfred Kallenbach (Tor, 1/-); Rainer Sachse (14/4), Eduard Geyer (13/1), Wolfgang Haustein (11/-), Christian Helm (9/-), Claus Lichtenberger (9/-), Wolfgang Lischke (6/-), Udo Schmuck (6/-), Klaus Müller (4/1), Hartmut Schade (1/-), Dietmar Urbanek (Tor, 1/-)                |

### Tore

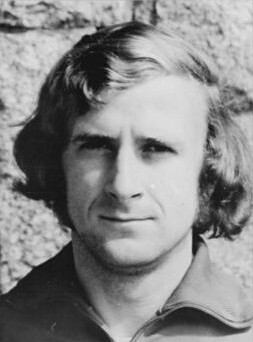
Überragender Spieler in dieser Saison war Hans-Jürgen Kreische, der mit Dynamo Dresden Meister und selbst zum Toschtüzenkönig und Fußballer des Jahres wurde.

In den 182 Punktspielen fielen 557 Tore, im Schnitt 3,06 pro Spiel, so viel, wie seit elf Jahren nicht mehr. Die torreichsten Spiele mit je neun Treffern waren Dynamo Dresden – Rot-Weiß Erfurt mit 7:2 (zehnter Spieltag), HFC Chemie – Vorwärts Frankfurt mit 3:6 (21. Spieltag) und Magdeburg – HFC Chemie mit 5:4 (26. Spieltag). Der höchste Sieg war das 8:0 von Lokomotive Leipzig gegen den HFC Chemie am zehnten Spieltag.
Hans-Jürgen Kreische von der SG Dynamo Dresden wurde zum dritten Mal hintereinander Torschützenkönig der Oberliga, eine Leistung, die außer Kreische nur noch Torsten Gütschow gelang. Seine 26 Tore bedeuteten außerdem den zweitbesten Toreschnitt (ein Tor pro Spiel) aller Zeiten hinter Johannes Schöne, der die Torjägerkrone in der Saison 1950/51 gewann. In den Oberligaspielzeiten mit 14 Mannschaften blieben die 26 Tore unerreicht.
|    | Spieler              | Mannschaft               | Tore |
| -- | -------------------- | ------------------------ | ---- |
| 1. | Hans-Jürgen Kreische | SG Dynamo Dresden        | 26   |
| 2. | Eberhard Vogel       | FC Carl Zeiss Jena       | 17   |
| 3. | Hans-Bert Matoul     | 1. FC Lokomotive Leipzig | 14   |
| 4. | Joachim Streich      | FC Hansa Rostock         | 13   |
| 5. | Wolfram Löwe         | 1. FC Lokomotive Leipzig | 12   |

### Zuschauer
Insgesamt sahen 1.994.000 Zuschauer die 182 Oberligaspiele, das ergibt einen Schnitt von 10.956 Zuschauern pro Spiel. Den höchsten Zuschauerschnitt verzeichneten erneut Dresden (24.231). Dahinter lagen Chemie Leipzig (15.769) und Karl-Marx-Stadt (14.923). Die Armeefußballer von Vorwärts Frankfurt lagen erneut am Ende der Zuschauertabelle (6.000) hinter Zwickau und Aue mit einem Schnitt von jeweils 6.769. Mit 40.000 Besuchern fand das Lokalderby Chemie Leipzig – Lok Leipzig am 5. Spieltag das größte Interesse.
| Mannschaft               | {\displaystyle \varnothing } Zuschauer |
| ------------------------ | -------------------------------------- |
| BSG Wismut Aue           | 6.769                                  |
| Berliner FC Dynamo       | 7.692                                  |
| 1. FC Union Berlin       | 9.154                                  |
| SG Dynamo Dresden        | 24.231                                 |
| FC Rot Weiß Erfurt       | 8.846                                  |
| FC Vorwärts Frankfurt    | 6.000                                  |
| Hallescher FC Chemie     | 12.385                                 |
| FC Carl Zeiss Jena       | 7.423                                  |
| FC Karl-Marx-Stadt       | 14.923                                 |
| BSG Chemie Leipzig       | 15.769                                 |
| 1. FC Lokomotive Leipzig | 12.038                                 |
| 1. FC Magdeburg          | 12.231                                 |
| FC Hansa Rostock         | 8.423                                  |
| BSG Sachsenring Zwickau  | 6.769                                  |

## Fußballer des Jahres
Nach der Saison wurde der Torschützenkönig Hans-Jürgen Kreische von der SG Dynamo Dresden auch zum Fußballer des Jahres 1973 ausgezeichnet. Es war die erste (und einzige) Ehrung mit diesem Titel für Kreische. Auf den Plätzen landeten Peter Ducke vom FC Carl Zeiss Jena und Joachim Streich vom 1. FC Magdeburg. Kurios, dass Hans-Jürgen Dörner (Dynamo Dresden), der fast die gesamte Rückrunde krankheitsbedingt ausfiel, noch 10. wurde. Hartmut Schade (Dynamo Dresden) machte als Juniorenspieler nur 1 Oberliga-Punktspiel und wurde 16. in der Umfrage.

## FDGB-Pokal
Der FDGB-Pokal wurde in dieser Spielzeit vom 1. FC Magdeburg gewonnen. Für Magdeburg war es der vierte Pokaltriumph. Im Finale, das zwischen dem 18. und 19. Spieltag stattfand, war Lokomotive Leipzig unterlegen. Der Pokalverteidiger Jena schied im Achtelfinale aus. Der spätere Meister Dresden unterlag Leipzig im Viertelfinale.

## Internationale Wettbewerbe
Für die meisten DDR-Teilnehmer reichte es im Europapokal in dieser Spielzeit nur zu Achtungserfolgen. So unterlag Magdeburg im Europapokal der Landesmeister in der zweiten Runde dem späteren Finalisten Juventus Turin nur knapp (jeweils 0:1 im Hin- und Rückspiel). Auch Jena scheiterte im Europapokal der Pokalsieger in der zweiten Runde am späteren Finalisten. Nach einem 0:0 zuhause gegen Leeds United setzte sich der englische Konkurrent mit 2:0 im Rückspiel durch. Im UEFA-Pokal waren der BFC Dynamo und Dynamo Dresden etwas länger vertreten, unterlagen aber beide jeweils dem späteren Cup-Gewinner FC Liverpool in der dritten Runde (Berlin) bzw. im Viertelfinale (Dresden). Wie schon in den Jahren zuvor nahm die DDR auch dieses Mal nicht am Intertoto-Cup teil, der vor der Saison ausgespielt wurde.